# Licor de cacau

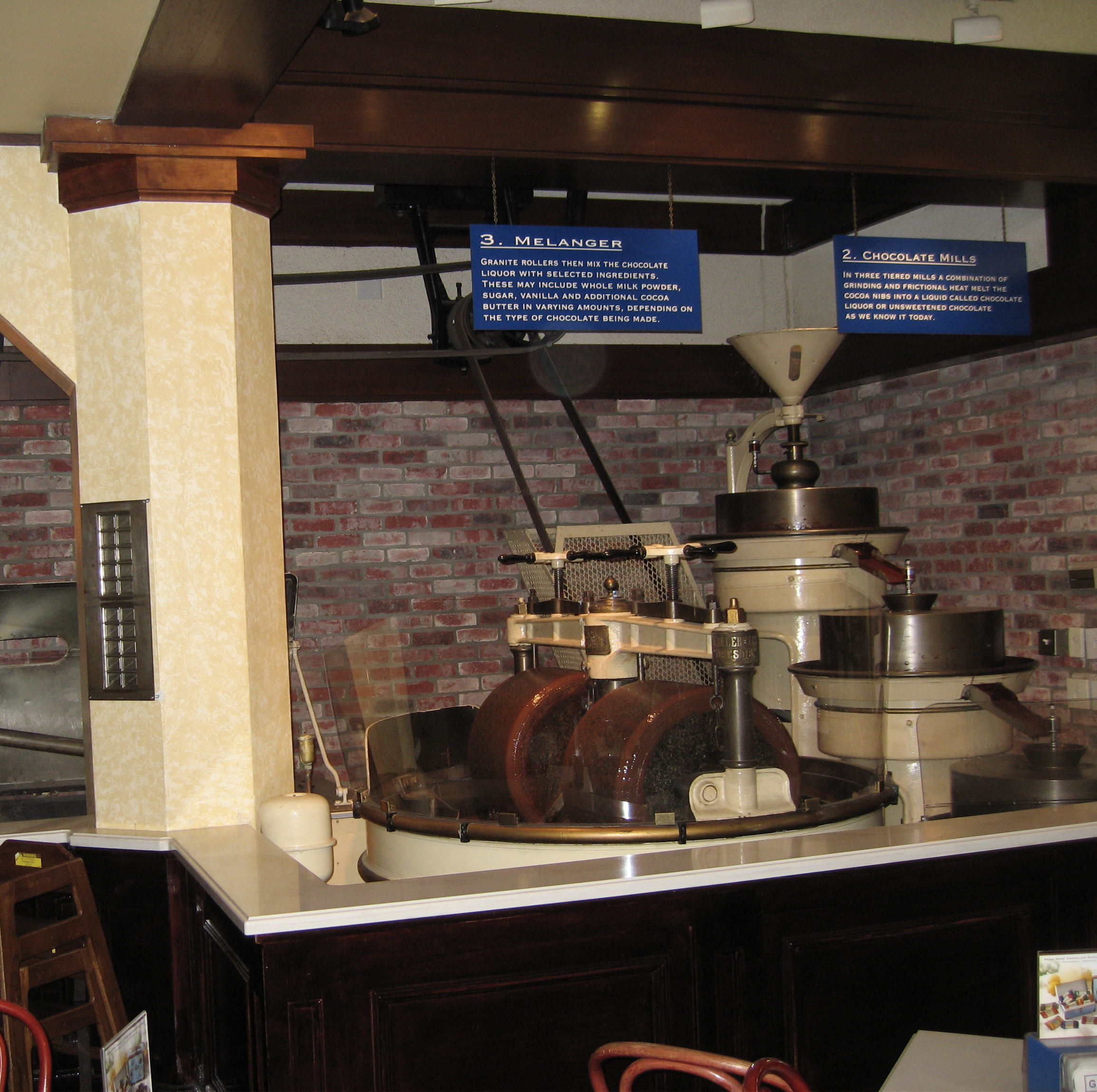
Um moinho de chocolate (à direita) aquecendo e moendo amêndoas de cacau em licor de chocolate. Um melanger (à esquerda) mistura leite, açúcar, e outros ingredientes na bebida.

Licor de chocolate (licor de cacau) é o chocolate puro em sua forma líquida. Assim como o chocolate é sólido à temperatura ambiente, mas líquido acima de trinta e cinco graus. Tal como as amêndoas de cacau do qual é produzido, contém tanto o cacau em pó como a manteiga de cacau, em proporção aproximadamente igual.
É produzido a partir de grãos de cacau que foram fermentados, torrados, e separados de suas peles. Os grãos são moídos em massa de cacau (pasta de cacau). A massa é fundida para se tornar o licor, e o licor é arrefecido e moldado em blocos conhecidos como chocolate cozido sem açúcar (chocolate amargo).
São vários os métodos de moagem, nos tempos antigos se utilizavam metates, atualmente as diversas máquinas de trituração são conhecidas como melangeur.
O licor de chocolate contém cerca de 53 por cento de manteiga de cacau (gordura), cerca de 17 por cento de carboidratos, 11 por cento de proteína, 6 por cento de taninos e 1,5 por cento teobromina.